# Martinus Dom
Martinus Dom, geboren als Frans Daniël Dom, (Kontich, 24 december 1791 - Westmalle, 9 december 1873) was de eerste abt van de abdij van Westmalle en richtte de trappistenbrouwerij op. Hij was een zoon van Jan Frans Dom, een veehandelaar, en Elisabeth Van Berckelaer. Hij werd gedoopt op kerstdag 1791, de dag na zijn geboorte, in de Sint Martinuskerk te Kontich.

## Algemeen
Als jonge man diende hij als foerier in het Franse leger van Napoleon Bonaparte. Na de nederlaag van Napoleon in 1814, keerde hij naar terug naar huis om deel te nemen aan het dagelijkse leven. Hij ontwikkelde zich tot een feestneus en verloofde zich. Na enkele ruzies met zijn vader in het ouderlijke huis over zijn chaotische leven, besloot hij op bedevaart te gaan naar Onze-Lieve-Vrouw van Goede Wil in Duffel. Daar bad hij tot Maria om hem te helpen besluiten of hij in het klooster zou treden of huwen. Het verhaal gaat dat hij besloot het lot te laten beslissen door zijn hoed in de lucht te werpen. Als deze met de opening naar boven zou vallen zou hij intreden, in het andere geval zou hij vergiffenis vragen en huwen. Het lot besliste in het voordeel van de priorij en vervolgens trok hij naar Westmalle. Hier nam men hem aanvankelijk echter niet serieus. Toch zette hij door en op 11 november 1817, de feestdag van Sint Martinus, patroonheilige van zowel de gemeente Kontich als Westmalle, trad hij in het klooster. Datzelfde jaar nog legde hij zijn geloften af en op 23 december 1820 werd hij beëdigd en kreeg hij de naam Martinus. Hij zou voortaan weesjongens opleiden binnen de priorij. In 1826 werd hij verkozen tot prior (kloosteroverste), een taak die hij bleef uitvoeren tot hij in 1836 verkozen werd tot abt.

## Abt van de abdij
In 1836, verkreeg de priorij de status van abdij van Paus Gregorius XVI. Op 14 Juli 1836, werd Martinus verkozen als eerste abt van de abdij van Westmalle. Al snel werd de strikte regel  'dat monniken enkel water bij hun maaltijd konden drinken'  versoepeld. Voortaan mocht ook cider en bier gedronken worden in de eetzaal. Martinus besliste daarop, om geen bier van buiten de abdij te kopen, maar hun eigen bier te brouwen. Op 1 augustus 1836 startte men met het brouwproces en op 10 december van datzelfde jaar proefden de monniken voor het eerst hun eigen bier. De lokale verkoop werd opgestart in 1856, en de verkoop aan handelaren in 1921.
Martinus Dom stierf in Westmalle op 9 december 1873, nadat hij 47 jaar prior en vervolgens 37 jaar abt was geweest.